# Codex Cyprius
El Codex Cyprius (Gregory-Aland no. Ke/017) ε 71 (Soden), és un manuscrit uncial del segle ix del Nou Testament. Està escrit en grec, sobre pergamí, amb lletres uncials, i es conserva a la Bibliothèque nationale de France (Gr. 63) a París.
El còdex conté 267 fulles de pergamí (26 x 19 cm) i conté els quatre Evangelis. El text correspont al tipus textual bizantí. Està escrit en una sola columna per pàgina, i 16-31 línies per columna.